# Mykorrhiza

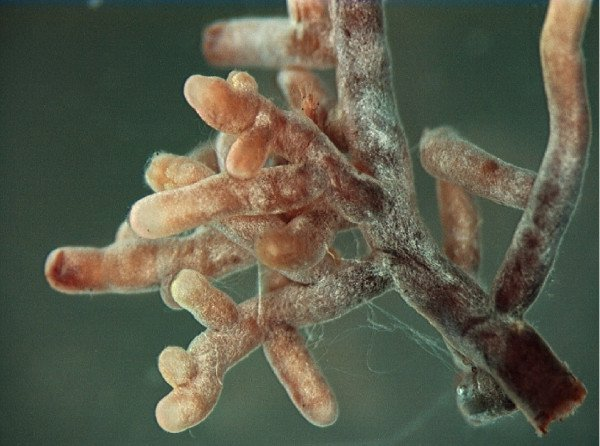
I denna mykorrhiza ingår mycel av en flugsvamp.

Mykorrhiza är komplexet mellan en svamps hyfer/mycel (svamptrådar) och en växts rötter när dessa lever i symbios med varandra. Genom tunna underjordiska svamptrådar som tränger in i rötterna, hjälper svampen växten att ta upp vatten och närsalter, samtidigt som den får organiska föreningar från växten. Svampen kan också ge växten antibiotika som försvar mot parasitiska angripare.
Mykorrhiza betyder "svamprot", av mykes som är grekiska och betyder svamp och rhiza som på grekiska betyder rot. 
Nästan alla världens växter kan bilda någon form av mykorrhiza och flera arter är beroende av symbiosen för att överleva, däribland orkidéer. Det är därför det är så svårt att flytta en orkidé från en växtplats till en annan. Eftersom svamphyfer inte infekterar orkidéerna genom stammen och når deras frön är de helt fria från svamphyfer. Det är därför också svårt att lyckas med att driva upp orkidéer från frön. De växer inte i avsaknad av svamphyfer.
Det finns flera typer av mykorrhiza, varav den ektotrofa mykorrhizan kanske är mest känd, medan den arbuskulära mykorrhizan, även kallad endotrof mykorrhiza, är den vanligaste och ses hos omkring 80 % av världens örter och gräs. Vidare finns bland annat ektendotrof mykorrhiza.

## Ektotrof mykorrhiza
Det var den ektotrofa mykorrhizan som först upptäcktes av en tysk forskare Albert Bernhard Frank (1839–1900). Han upptäckte att de gula korallikt förgrenade rotspetsarna hos tallen Pinus sylvestris var omspunna av ett skikt sammanflätade svamphyfer. 
När svamphyferna tränger in i växtens barkceller och där snart upplöses, kallas det ektendotrof mykorrhiza. Den formen av mykorrhiza sker bland annat hos björk och asp. Trädens rötter avstannar i längdtillväxt och de förtjockas och blir förgrenade på ett korallikt sätt.
Ett och samma träd kan bilda mykorrhiza med flera olika svamparter samtidigt. En del svamparter är däremot mycket specialiserade mykorrhizasvampar och fordrar en och samma trädart, till exempel björksopp, lärksopp, smörsopp och blodriska. Bland ekens mykorrhizasvampar får vi räkna med flera av de i Sverige mycket sällsynta tryffelarterna. Andra svamparter är generalister och kan bilda mykorrhiza med vilken växt som helst.

## Arbuskulär mykorrhiza
Den arbuskulära mykorrhizan, även kallad endotrof mykorrhiza, är den vanligaste och ses hos omkring 80 % av världens örter och gräs. Vid denna form tränger svamphyferna in i rotcellerna och bildar där ett nystan, ett mycel, som med hjälp av enzymer omvandlas till assimilerbara proteiner.

## Erkoid mykorrhiza
När det gäller ljungväxterna, växer svamphyferna in i stammen och når på så sätt blommorna, där fröna sedan infekteras. De mogna fröna omges av svamphyferna, som gror in i dem när den unga plantan utvecklas och växer till. Därmed är ljungväxterna väl rustade, då svampen har säkrat dem tidigt i deras tillväxt. Denna typ av mykorrhiza benämns som erkoid mykorrhiza. Svampen assimilerar här kvävet ur luften, som vid hyfernas upplösning kommer ljungväxterna till godo. Detta är specifikt för den endotrofa mykorrhizan. Vid ektotrof mykorrhiza såsom hos barrväxterna, sönderdelar och upptar svampen istället vissa organiska kväveföreningar; bland annat ammoniumsalter och överför dessa till rötterna.

## Monotropid mykorrhiza
Det förekommer också att parasitiska växter som tallört "lurar" svampar att bilda mykorrhiza. I detta fall utnyttjar den icke fotosyntetiska växten svampen (och indirekt mykorrhizabildande träd) för att tillgodogöra sig näringsämnen. Den här typen av mykorrhiza kallas för monotropid i och med att den bara är till fördel för tallörten. Svampen har inget direkt utbyte av symbiosen men den skadas inte heller av det. Hade en av parterna som anses leva i symbios, kommit till skada, då är det en fråga om parasitism.